# جمعية تصنيف

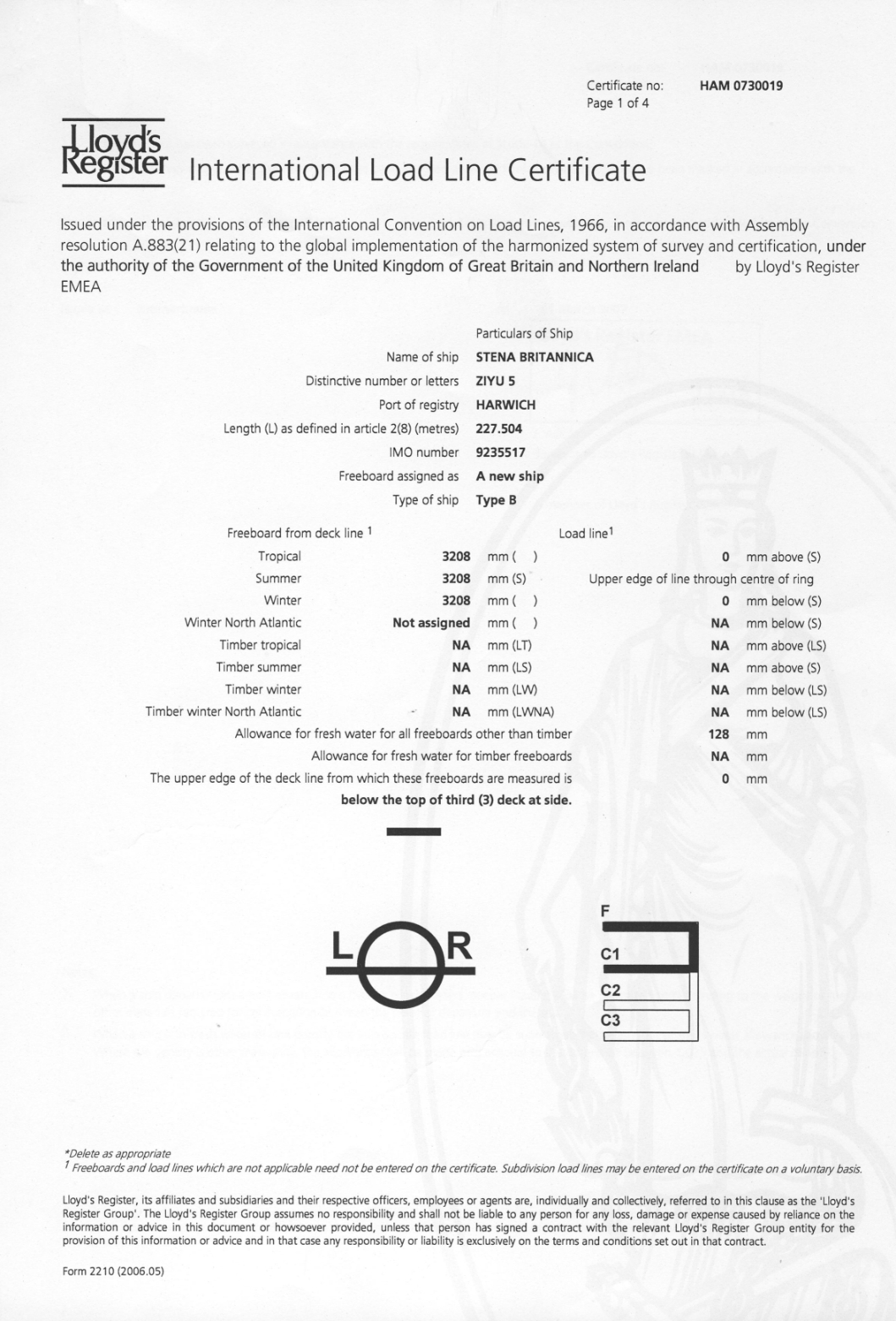

جمعية التصنيف (بالإنجليزية: Classification society)‏ هي منظمة غير حكومية تضع وترعى المعايير التقنية في مجال بناء وتشغيل السفن والمنصات النفطية.

## قائمة شركات التصنيف الموجودة في الجمعية
المصدر : International Association of Classification Societies : IACS
| الاسم                                 | الرمز | البلد            | تاريخ البعث | وصلات خارجية          |
| ------------------------------------- | ----- | ---------------- | ----------- | --------------------- |
| American Bureau of Shipping           | ABS   | الولايات المتحدة | 1862        | www.eagle.org         |
| Bureau Veritas                        | BV    | فرنسا            | 1828        | www.bureauveritas.com |
| China Classification Society          | CCS   | الصين            | 1956        | www.ccs.org.cn        |
| Det Norske Veritas                    | DNV   | نرويج            | 1864        | www.dnv.com           |
| Germanisher Lloyd                     | GL    | ألمانيا          | 1867        | www.glc.de            |
| Korean Register of Shipping           | KR    | كوريا الشمالية   | 1960        | www.krs.co.kr         |
| Lloyd's Register                      | LR    | بريطانيا         | 1760        | www.lr.org            |
| Nippon Kaiji Kyokay                   | NKK   | اليابان          | 1899        | www.classnk.or.jp     |
| Registro Italiano Navale              | RINA  | إيطاليا          | 1861        | www.rina.it           |
| Russian Maritime Register of Shipping | RS    | روسيا            | 1913        | www.rs-head.spb.ru    |

- مشاركة

| الاسم                       | الرمز | البلد | تاريخ البعث | وصلات خارجية    |
| --------------------------- | ----- | ----- | ----------- | --------------- |
| Indian Register of Shipping | IRS   | الهند | 1975        | www.irclass.org |